# Brachycatantops emalicus
Brachycatantops emalicus is een rechtvleugelig insect uit de familie veldsprinkhanen (Acrididae). De wetenschappelijke naam van deze soort is voor het eerst geldig gepubliceerd in 1950 door Kevan.